# Amtsgericht Schwerte

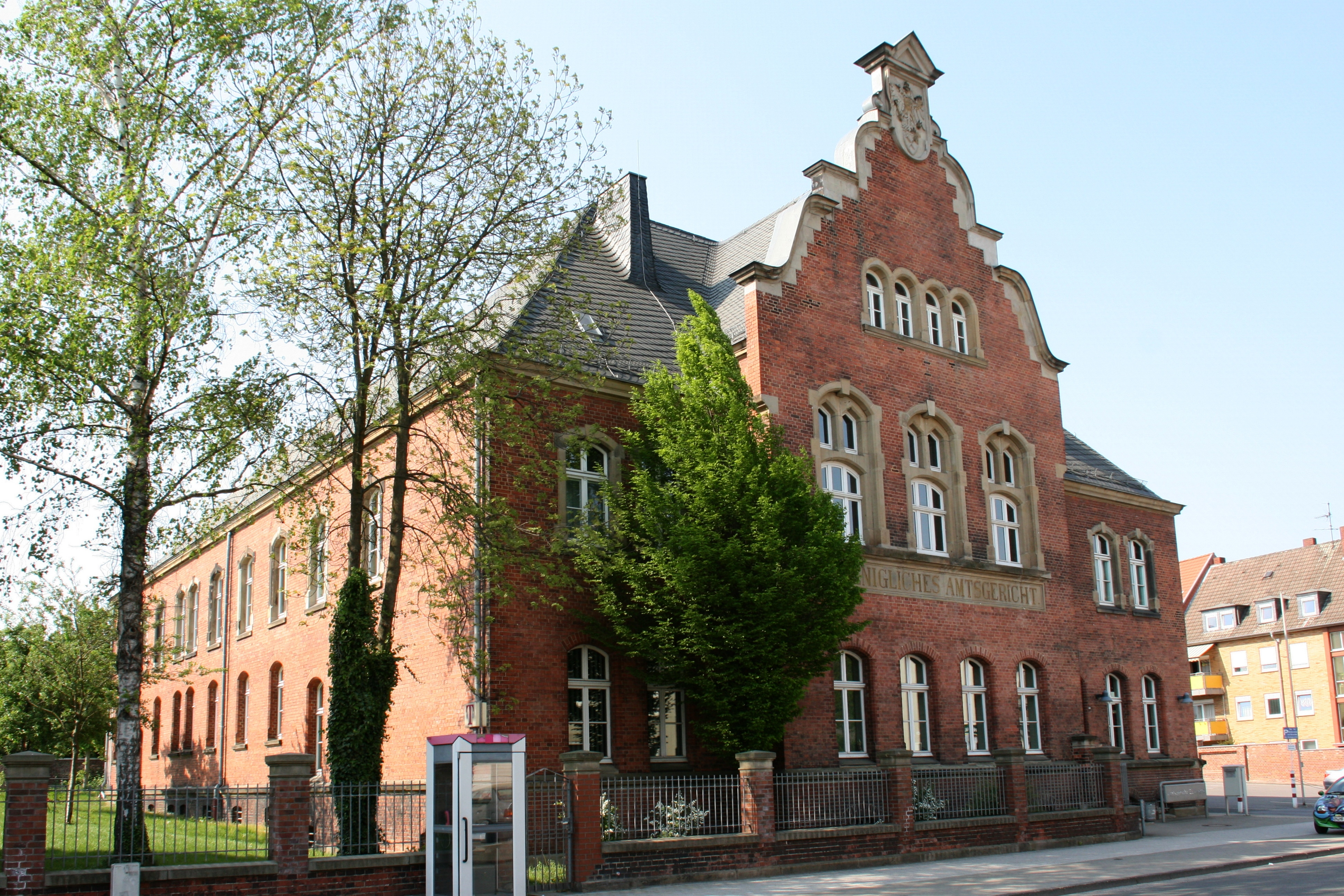
Gerichtsgebäude (2012)

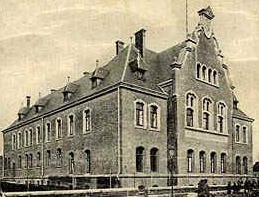
Königliches Amtsgericht
Schwerte um 1902

Das Amtsgericht Schwerte ist ein Gericht der ordentlichen Gerichtsbarkeit und eines von neun Amtsgerichten im Bezirk des Landgerichts Hagen.

## Gerichtssitz und -bezirk
Sitz des Gerichts ist Schwerte im Kreis Unna, Nordrhein-Westfalen. Der 56 km² große Gerichtsbezirk erstreckt sich auf das Stadtgebiet von Schwerte mit mehr als 46.000 Einwohnern.
Für Mahn- und Insolvenzverfahren, für die Führung des Handels- und Genossenschaftsregisters sowie für Haft- und Schöffengerichtssachen aus dem Bezirk des Amtsgerichts Schwerte ist das Amtsgericht Hagen zuständig. Die Aufgaben des Landwirtschaftsgerichts sind dem Amtsgericht Unna zugewiesen.

## Gebäude
Das Gerichtsgebäude befindet sich in der Hagener Straße 40.

## Geschichte
In Schwerte bestand von 1849 bis 1879 die Gerichtskommission Schwerte des Kreisgerichtes Essen.
Das königlich preußische Amtsgericht Schwerte wurde so mit Wirkung zum 1. Oktober 1879 als eines von 12 Amtsgerichten im Bezirk des Landgerichtes Hagen im Bezirk des Oberlandesgerichtes Hamm gebildet. Der Sitz des Gerichtes war Schwerte. Sein Gerichtsbezirk umfasste den Stadtbezirk Schwerte und das Amt Westhofen.
Am Gericht bestand 1888 eine Richterstelle. Das Amtsgericht war damit ein kleines Amtsgericht im Landgerichtsbezirk.

## Übergeordnete Gerichte
Dem Amtsgericht Schwerte unmittelbar übergeordnet ist das Landgericht Hagen. Zuständiges Oberlandesgericht ist das Oberlandesgericht Hamm.